# الطيور (مسرحية)
الطيور هي مسرحية للكاتب الإغريقي «أريستوفانيس» عرضت في 414 ق.م، في أعياد الديونيسيا ونالت الجائزة الثانية بمسابقة العيد نفسه.

## نبذة
كان الأسطول الأثيني قد أقلع عام 415 ق.م -أي قبل عرض المسرحية بعام واحد- في الحملة الفاشلة المعروفة باسم «حملة صقلية»، وقبل رحيل الأسطول[ ؟ ] بيوم واحد تعرضت مدينة أثينا لموجة من الفوضى والأضطراب ثم أثناءها قطع عضو إخصاء الإله هرميس من جميع تمائيله المقامة في أنحاء المدينة، واعتبر هذا فألا سيئا، كذلك دمرت جزيرة ميلوس بفظاظة ووحشية دون ذنب أو جزيرة عام 416-415 ق.م. وكان أريستوفانيس قد بلغ منه المقت مداه نحو الحروب وأهوالها وما يترتب عليها من دمار بشري وحضاري، ولذا تراه في هذه المسرحية -التي يعتبرها النقاد أحسن مسرحياته التي وصلتنا- يلجأ إلي الفانتاسيا ليحلم بما يشبه اليوتوبيا.

## الحبكة
في بداية المسرحية نجد «بيسثيتايروس» «رفيق الإقناع» ويوالبيديس «المتفائل» يسأمان الحياة في أثينا لما فيها من متاعب وقلاقل، فيسعيان إلي «تيريوس» ملك تراقيا الذي كان متزوجا أميرة أثينية هي «بروكني» ابنة الملك الأثيني «باندون». وكان تيريوس -تبعا للأساطير- قد تحول إلي هدهد بعد أن تجرأ علي اغتصاب شقيقة زوجته التي تدعي «فيلوميلا». سعيا إليه كي يعرفا منه المكان الأمثل الذي يمكن لهما الحياة فيه بعد نزوحهما من أثينا التي ساءت أحوالها، فيقترح تيريوس عليهما أسماء أماكن عديدة علي الأرض، ولكن يعترض عليهما جميعا.
و أخيرا يهتدي بيسثيتايروس إلي فكرة مدهشة وهي أن تتحد الطيور كلها من أجل أن تبني في أجواز الفضاء مدينة ذات أسوار ضخمة، حيث يمكنهم أن يتحكموا منها في كل من الأرض والسماء، وذلك بأن تلتقط الطيور البذور فلا تنبت الأرض غداء لأهلها، وبأن تمنع دخان الأضاحي من الوصول للسماء فلا تجد الآلهة ما تقتات عليه.
لكن وصول الصديقين غير المتوقع إلي عالم الطيور قوبل بالعداء من جانب الجوقة المكونة من الطيور، فيدور بينها وبين الصديقين قتال مضحك، وفي مبدإ الأمر ترفض الجوقة فكرة المدينة الجديدة وتعاديها، لكن بيسثيتايروس يفلح بعد لأي في إقناعها، فتسرع في بناء المملكة الجديدة تحت توجيه الصديقين اللذين ارتديا أجنحة استعارها من الطيور كي يشاركا في البناء 
تسمى المملكة الجديدة باسم «أرض الوقواق السحابية» وهي مملكة أساس رفاهيتها الحب الذي يجمع بين مواطنيها، ويتوقف ازدهارها الاقتصادي علي نجاحها في وقف الصلات بين البشر والآلهة.
و تقوم جوقة الطيور في خطابها بوضع أسس هذه المملكة الجديدة بطريقة فكاهية، تقلد فيها أنساب الآلهة التي وضعها هيسيودوس. وما إن يعلم الانتهازيون من البشر بقيام هذه الدولة الجديد حتي يسارعوا إلي عرض خدماتهم في مقابل الحصول علي حق المواطنة فيها:
يفد أولا شاعر بائس ليعرض إلقاء نشيد يكرم فيه الدولة الجديدة، ثم مفسر للنبوءات يصطحب معه المهندس الفلكي المشهور «ميتون» كي يساعد في إنشاء طرق الدولة الجديدة عبرالفضاء، ثم أحد المشرفين علي الاحتفالات كي يساهم في إعداد الاحتفالات الخاصة بافتتاح الدولة، وأخيرا محترف لبيع صوته في الانتخابات، ولكنهم يطردون جميعا من الدولة الجديدة، ويردون علي أعقابهم خاسرين. ويبين لنا أريستوفانيس في هذه المشاهد أن هذه الطغمة الفاسدة من الانتهازيين تعتبر الدولة ينبوعا يغترف منه المستغلون، ومأدبة يؤمها الطفيليون بحيث يستفيدون منها ولا يفيدونها.
و بعد فترة يأتي أحد حراس الدولة الجديدة بالربة إيريس رسول الآلهة، بعد أن ضبطها وهي تتجسس بالقرب من حدود الدولة الجديدة، بعد أن أرسلها زيوس كي تكشف سر امتناع البشر عن إحراق الأضاحي للآلهة. وبعد أن تم استجوابها عنفت وهددت، ثم أطلق سراحها بعد تعهدها بعدم الاقتراب من حدود الدولة مرة أخرى، فعادت أدراجها إلي والدها زيوس تشكو له سوء صنيع الطيور، وعبراتها تنهمر علي وجنتيها. ومن ناحية أخرى جن حنون أهل الأرض، وانتشر بينهم الولع بتقليد الطيور، وتنافسوا في الحصول أجنحة يطيرون بها إلي مملكة الطيور، ومن ثم يفد إلي الدولة الجديدة لفيف آخر من الزوار، ومن بينهم ضارب لأبيه يتشدق في تعليل ذلك بأن الديوك بتغذية أبيه. ثم يفد الشاعر «كينيسياس» مؤلف الأشعار الديثيرامبية متعللا بأنه إنما أتي فقط لأن مهنته تتطلب التحليق علي أجنحة الهواء، ثم يفد أحد الوشاة أملا في أن يجد في مملكة الطيور أجنحة يرتديها لتمكنه من تسليم الإعلانات القضائية بسرعة، ثم يأتي التيتان بروميثيوس الذي يختبئ تحت مظلة كي لا يراه زيوس، ويحدث الطيور عن نقص طعام الآلهة بسبب عدم وصول دخان الأضاحي إليهم، وينصح بيسثيتايروس بألا يتساهل في شروطه مع الآلهة، وبأن يصر علي الزواج بباسيليا ربة السلطة وابنه زيوس.
و أخيرا وبعد أن أضني الجوع الآلهة بعثوا برسلهم وعلي رأسهم بوسيدون وهيراكليس للتفاوض مع الدولة الجديدة.
و تحت إلحاح المجاعة يضطرون إلي توقيع معاهدة مجحفة بالآلهة، ويحصل بمقتضاها بيسثيتايروس علي صولجان الحكم وعلي باسيليا زوجة. وعنذئذ يحييه الجميع علي أنه كبير الآلهة وتعد الاحتفالات من أجل إتمام زواجه بباسيليا، وبذلك تنتهي المسرحية 

## روابط خارجية
- الطيور على موقع الموسوعة البريطانية (الإنجليزية)